# Berliner Verkehrsbetriebe
Berliner Verkehrsbetriebe (w skrócie BVG) – przedsiębiorstwo użyteczności publicznej, należące do miasta Berlina. Zajmuje się eksploatacją sieci metra (U-Bahn Berlin), tramwajów (Straßenbahn Berlin), autobusów (Autobusy w Berlinie) i promów (Transport promowy w Berlinie). BVG nie zarządza systemem szybkiej kolei miejskiej S-Bahn.
Pomiędzy 1984 a 1994 rokiem należała do niego sieć kolei miejskiej (S-Bahn Berlin) w Berlinie Zachodnim, a w latach 1989–1991 kolej magnetyczna (M-Bahn).
Powszechnie używany skrót, BVG, został zachowany z pierwotnej nazwy spółki Berliner Verkehrs Aktiengesellschaft (Berlińskie przedsiębiorstwo komunikacyjne). Następnie, spółka została przemianowana na Berliner Verkehrs-Betriebe. Podczas podziału Berlina, BVG zostało podzielone między BVG (Berliner Verkehrsbetriebe Gesellschaft – Berlin Zachodni) i BVB (Berliner Verkehrsbetriebe – Berlin wschodni), znany również jako Volkseigenes Kombinat Berliner Verkehrsbetriebe (BVB). Po zjednoczeniu przyjęto obecną nazwę formalną.
Jest członkiem związku komunikacyjnego Verkehrsverbund Berlin-Brandenburg (VBB).

## Historia
Berliner Verkehrs Aktiengesellschaft powstało w 1928 r. W wyniku połączenia Allgemeine Berliner Omnibus AG (operatora autobusów miejskich), Gesellschaft für Elektrische Hoch- und Untergrundbahnen (operatora U-Bahn) i Berliner Straßenbahn-Betriebs -GmbH (operator miejskich tramwajów). 1 stycznia 1938 r. Spółka została przemianowana na Berliner Verkehrs-Betriebe, ale zachowano akronim BVG.